# Truecolor
 (avril 2024).
Si vous disposez d'ouvrages ou d'articles de référence ou si vous connaissez des sites web de qualité traitant du thème abordé ici, merci de compléter l'article en donnant les références utiles à sa vérifiabilité et en les liant à la section « Notes et références ».

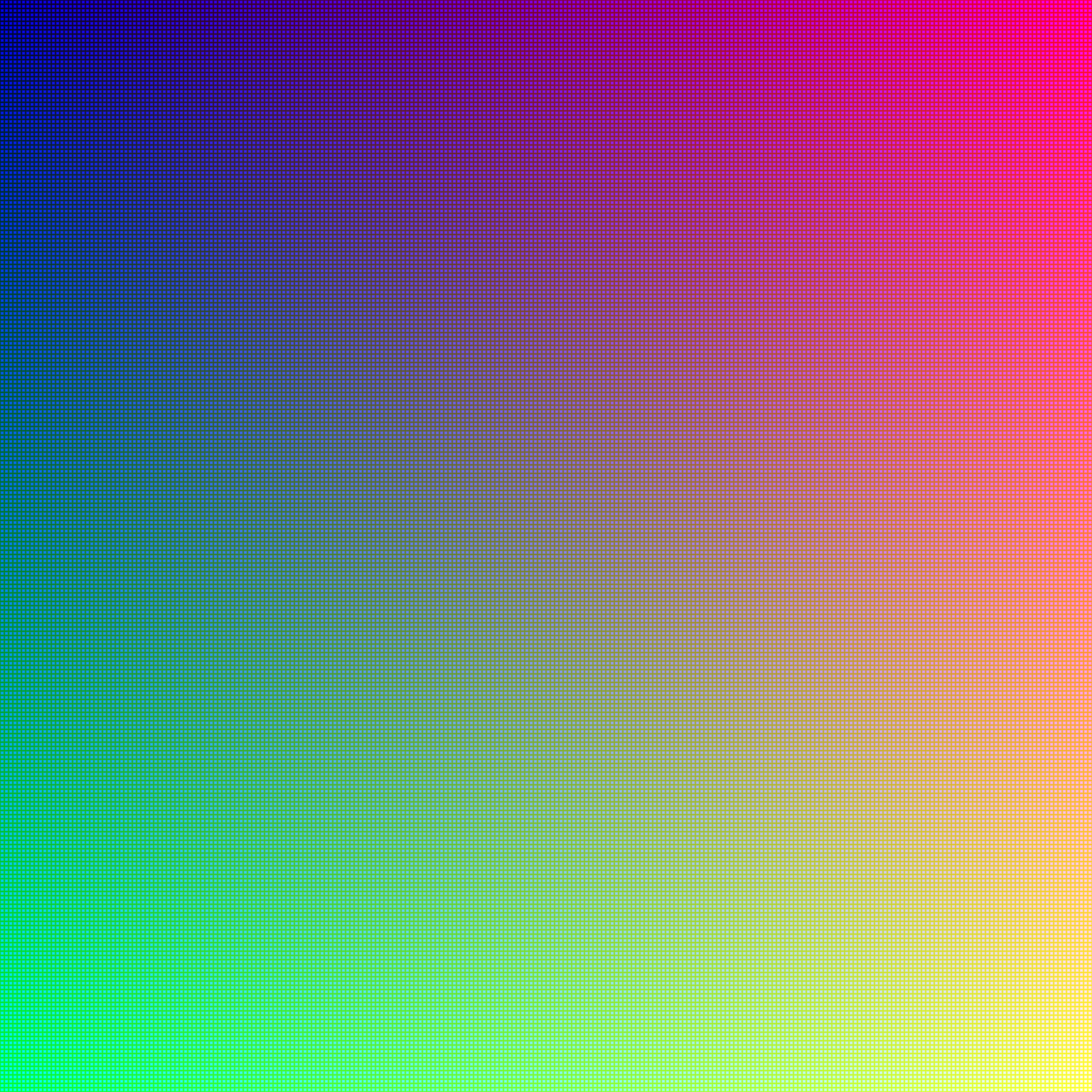
Une vignette carrée de 180 pixels peut contenir 32400 nuances différentes (bien que ce soit rarement le cas).

Truecolor est un terme publicitaire qui désigne la représentation et de stockage d'information d'image dans un espace colorimétrique RVB avec au moins 7 bits par couleur primaire et par pixel, par opposition aux images où la couleur est choisie dans une palette de couleurs, en général de 256 couleurs, pour laquelle il suffit d'un octet pour indiquer la nuance.
En mode truecolor, la couleur d'un point est donnée par un triplet donnant les nuances de rouge, vert et bleu. Avec un octet par canal, il y a  16 777 216 codes de couleur possibles, tandis que la vision humaine permet d'en distinguer environ 300 000. En contrepartie, il faut transmettre, ou enregistrer, des fichiers trois fois plus gros qu'avec une palette.
L'augmentation de la puissance des ordinateurs et du débit des réseaux informatiques, ainsi que l'usage général de la compression d'image ont rendu cette distinction obsolète. Le codage par palette ne subsiste que dans le cas des graphismes conçus avec un nombre restreint de couleurs.